# Greg Raymer
Gregory Raymer, född 25 juni 1964 i Minot, North Dakota, är en amerikansk pokerspelare, som är mest känd för att ha vunnit huvudturneringen i World Series of Poker (WSOP) 2004. Hans kännetecken är de holografiska solglasögon han ibland har på sig när han spelar, och för att använda ett fossil som kortskydd under turneringar, vilket gett honom smeknamnet Fossilman. Han samlar på fossil, och tidigt i sin karriär tjänade han extrapengar genom att sälja fossil till andra spelare.
Innan sin pokerkarriär studerade han kemi och juridik och arbetade som jurist. Han började spela poker på Foxwoods Resort Casino i Connecticut 1999 och spelade i World Series of Poker första gången 2001. Då kom han på tolfte plats i Omaha Hi/Lo-turneringen och vann därmed $5 345. Han återvände till WSOP varje år och 2004 vann han huvudturneringen i den dittills största turneringen med 2576 deltagare, och förstapriset på $5 miljoner. Han hade vunnit inköpet till turneringen i en satellitturnering på PokerStars. Han blev senare, liksom 2003 och 2005 års vinnare, Chris Moneymaker och Joe Hachem, representant för PokerStars. 
Året efter sin stora vinst kom han på 25:e plats och vann $304 680. Det var första gången sedan Johnny Chan som en regerande mästare kommit så nära att vinna. Under 2009 års WSOP kom han på tredje plats i en jubileumsturnering med $40 000 inköp och vann $774 927. Under sin karriär har han vunnit över 6,79 miljoner dollar på pokerturneringar. Därutöver har han även vunnit turneringar på internet. Han bor i Raleigh, North Carolina med sin fru och dotter.